# هرمانی وورینن
هرمانی وورینن (فنلاندی: Hermanni Vuorinen؛ زادهٔ ۲۷ ژانویهٔ ۱۹۸۵) بازیکن فوتبال اهل فنلاند است.
از باشگاه‌هایی که در آن بازی کرده‌است می‌توان به باشگاه فوتبال هلسینکی، باشگاه ورزشی وردر برمن، باشگاه فوتبال رویال شارلوا، و باشگاه فوتبال فردریکستاد اشاره کرد.
وی همچنین در تیم ملی فوتبال فنلاند بازی کرده‌است.